# 복자

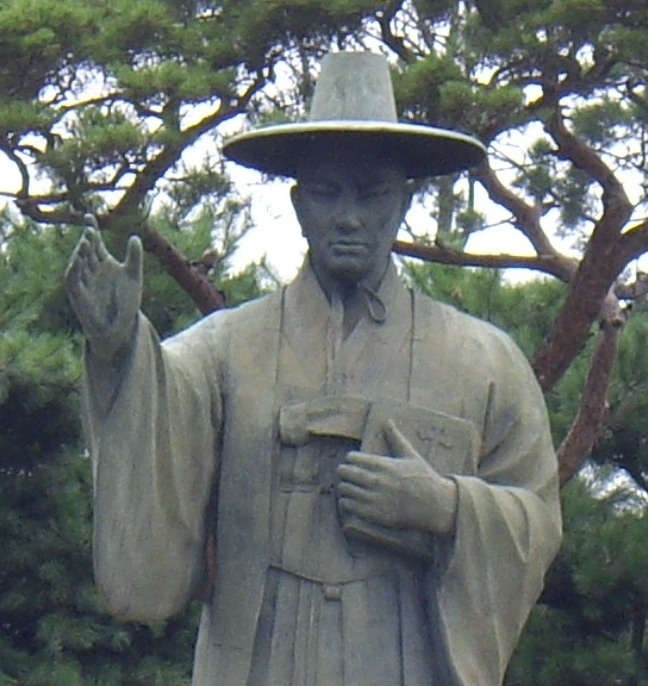
절두산 천주교 성지에 있는 성 김대건 안드레아 신부의 동상

가톨릭에서 누군가를 성인(聖人)으로 인정해달라고 교황청 시성성에 청원하는 동안 후보자를 '하느님의 종'이라고 부른다. 시성성에서 이를 접수하면 교황의 권한으로 해당 후보자에게 '가경자'라는 칭호를 부여한다. 
가경자가 시복심사에서 통과하면 교황의 허락 아래 시복식을 거행해 복자가 된다. 이를 달리 표현하여 "시복되었다", 혹은 "복자품에 올랐다"고도 말한다. 여기서 한 계단 더 오르면 성인이 된다. 성인품을 받으면 전세계 가톨릭교회에서 공식적으로 공경받을 수 있지만 복자품을 받으면 특정 지역에서만 공식적으로 공경받을 수 있고 다른 곳에서는 교황청으로부터 특별히 허락받지 않는 한 금지된다. 
여성형은 복녀(福女) 라고 한다. 성인의 반열에 오르는 것을 '시성'된다고 하듯이 복자의 반열에 오르는 것은 '시복'되었다고 한다.

## 같이 보기
- 시복